# Knabenchor Hannover
Der Knabenchor Hannover wurde 1950 von Heinz Hennig gegründet und bis Ende 2001 von ihm geleitet. Seit 2002 liegt die Leitung in den Händen von Jörg Breiding.

## Geschichte

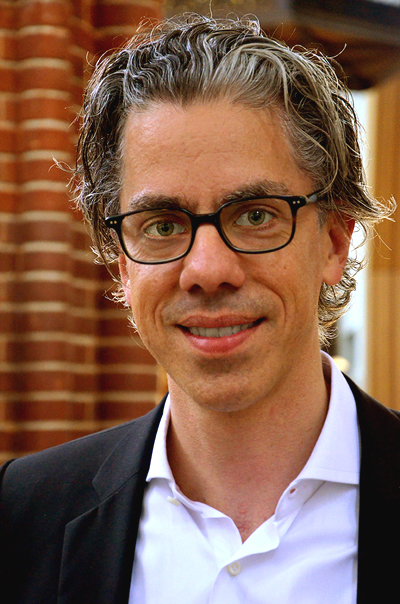
Jörg Breiding, Leiter des Knabenchors Hannover, hier in der Christuskirche beim Auftaktkonzert der Chortage Hannover 2015

Der Chor setzte sich schon früh mit historischer Aufführungspraxis von Alter Musik auseinander und fand zu einer Qualität der Interpretationen, die ihn weit über die Grenzen Deutschlands hinaus bekannt werden ließ.
Das Repertoire des Chores umfasst Werke von der venezianischen Mehrchörigkeit bis hin zu zeitgenössischen Kompositionen. Das Ensemble kann dabei insbesondere auf eine lange Aufführungstradition der Vokalmusik des 17. Jahrhunderts und 18. Jahrhunderts zurückblicken. Zunächst galt große Aufmerksamkeit den Werken von Johann Sebastian Bach, dokumentiert unter anderem durch Beteiligung an der Gesamteinspielung Das Kantatenwerk (Teldec) (s. Kirchenkantaten von J. S. Bach) und zwei Einspielungen der Motetten Johann Sebastian Bachs.
Heute weist der Chor eine große Bandbreite und Flexibilität in seinem Schaffen auf. Dazu zählen nicht nur z. B. die Sinfonien Gustav Mahlers, Orffs Carmina Burana und Schönbergs Gurrelieder, sondern auch z. B. die Mitwirkung bei Filmmusikkonzerten der NDR-Radiophilharmonie und die Auseinandersetzung mit zeitgenössischen Komponisten, wie etwa John Rutter, Eric Whitacre oder Krzysztof Penderecki.
Im Jahr 1979 entstand unter der Leitung von Heinz Hennig eine Aufnahme der Marienvesper von Claudio Monteverdi, die für die damalige Zeit einen hohen Maßstab bei der Interpretation dieses Werkes setzte. Es folgten die Werke von Heinrich Schütz.
Zwischen 1982 und 1999 entstanden fünf Schütz-Einspielungen des Chores unter der Leitung von Heinz Hennig, die zu den Wegbereitern der Aufführungspraxis des Werkes von Heinrich Schütz gelten. Vier dieser Einspielungen wurden mit Preisen, unter anderem mit dem Deutschen Schallplattenpreis, ausgezeichnet. Sämtliche Schütz-Aufnahmen des Knabenchors erhielten den französischen Kritikerpreis Diapason d’or.
Daneben entstanden unter anderem zahlreiche Aufnahmen mit französischer Chormusik (Messen und Requiem-Vertonungen von Charpentier, Vierne, Duruflé, Widor; Motetten von Orlando di Lasso und andere) sowie Einspielungen moderner und zeitgenössischer Kompositionen (Psalmensinfonie, Messe 1948, Kantate „Babel“ von Igor Strawinsky, Werke von Alfred Koerppen und anderen).
Der Knabenchor Hannover arbeitet regelmäßig mit Musikern wie Gustav Leonhardt, Ton Koopman, Jordi Savall, John Eliot Gardiner, Philippe Herreweghe, Kent Nagano, Christoph Eschenbach, Alan Gilbert u. a. zusammen, ebenso mit international bedeutenden Instrumentalensembles wie Amsterdam Baroque Orchestra, Akademie für Alte Musik Berlin, sowie zahlreichen deutschen Sinfonieorchestern.
2006 erhielt der Knabenchor Hannover für seine CD „Verleih uns Frieden“ (Welterstaufnahme nach 300 Jahren wiederentdeckter Werke von Andreas Hammerschmidt, Rondeau Production) die Auszeichnung Echo Klassik in der Kategorie Chorwerk-Einspielung des Jahres. 2010 gefolgt von einem weiteren ECHO Klassik in der Kategorie „Chorwerk-Einspielung des Jahres – (Chor/Ensemblemusik 20.–21. Jahrhundert) Accompagnato“ für die CD „Glaubenslieder – Neue Kantaten zum Kirchenjahr“ – ein Projekt mit Aufnahmen insgesamt neun hannoverscher Chöre.
Als Repräsentant des Landes Niedersachsen trat der Knabenchor Hannover im Jahr 2013 auf Vorschlag des Ministerpräsidenten bei der zentralen Feier zum Volkstrauertag im Deutschen Bundestag in Berlin auf. Die niedersächsische Vertretung beim Europäischen Parlament lud den Chor im gleichen Jahr zu einem Konzert nach Brüssel ein.
Neben Konzerten und Festival-Mitwirkungen im In- und Ausland, u. a. in Israel, Japan, Russland, Süd- und Mittelamerika, USA und Südafrika, stehen für den Knabenchor Hannover regelmäßig auch CD-Einspielungen sowie Rundfunk- und Fernsehaufnahmen auf dem Programm.
2018 debütiert der Knabenchor bei Aufführungen Mahlers 3. Sinfonie unter Alan Gilbert in der Elbphilharmonie Hamburg.
2025 konzertierte der Chor auf dem Deutschen Evangelischen Kirchentag in Hannover.

## Diskografie
- Christmas Around the World – internationale Weihnachtslieder mit London Brass, Leitung Jörg Breiding, Rondeau 2023
- new eyes on Martin Luther – Mitschnitt der Eröffnungskonzerte zum Auftakt des Jubiläumsjahres 500 Jahre Reformation, Jeanette Köhn, Nils Landgren & Friends, Capella de la Torre, Leitung: Jörg Breiding, Rondeau 2017
- Luther 2017: Reformation und Musik – Verleih uns Frieden gnädiglich – Musikalische Rezeption des Lutherchorals im 17., 19. und 21. Jahrhundert – Kammersymphonie Hannover, Leitung: Jörg Breiding, Rondeau 2017
- Rosenmüller Marienvesper – Johann Rosenmüller Ensemble, Barockorchester L’Arco, Leitung: Jörg Breiding, Rondeau 2015
- Markuspassion, J.S. Bach – Hannoversche Hofkapelle, Leitung: Jörg Breiding, Rondeau 2014
- Christmas Carols – deutsche und englische Weihnachtslieder / Christmas Carols, mit London Brass, Leitung: Jörg Breiding, Rondeau 2014 Rondeau 2014
- Christmas with Johann Sebastian Bach – DVD-Mitschnitt aus der Marktkirche Hannover; Barockorchester L’Arco, Antonia Bourvé, Claudia Erdmann, Markus Schäfer, Michael Jäckel, Leitung: Jörg Breiding, Rondeau 2013
- Siegfried Strohbach: Gloria in excelsis deo – Advents- und Weihnachtslieder; Sprecher: Sky du Mont, Orgel: Ulfert Smidt, Leitung: Jörg Breiding, Rondeau 2012
- verklingend und ewig – Raritäten aus der Herzog August Bibliothek Wolfenbüttel von Hammerschmidt, Schelle, Schütz u. a.; Knabenchor Hannover, Mädchenchor Hannover, Rondeau 2011
- Claudio Monteverdi: Marienvesper (2011) – Konzertmitschnitt aus der St. Michaeliskirche Hildesheim, Himlische Cantorey, Vox Werdensis, Concerto Palatino, Musica Alta Ripa
- Schwarz vor Augen und es ward Licht! – Requiem von Harald Weiss – NDR Radiophilharmonie, Dorothee Mields, Andreas Karasiak, Knabenchor Hannover, Leitung: Jörg Breiding – Live-Mitschnitt der Uraufführung vom 31. Oktober 2009 im NDR Landesfunkhaus Niedersachsen, Rondeau 2010
- Glaubenslieder – Neue Kantaten zum Kirchenjahr – Knabenchor Hannover, Mädchenchor Hannover e.a., ausgezeichnet mit dem Echo Klassik 2010 und Supersonic Award 2011 (Pizzicato), Rondeau 2009
- Michaelisvesper nach|mit Werken v. Michael Praetorius – Hille Perl & Sirius Viols, Johann Rosenmüller Ensemble u. a., Rondeau 2009 (5.1-MultiChannel/2.0-Hybrid-SACD)
- Carmina Burana – Knabenchor Hannover, Mädchenchor Hannover, NDR Radiophilharmonie, Leitung: Eiji Ōue – Live-Mitschnitt v. 17. Mai 2008 im NDR Landesfunkhaus Niedersachsen (NDR Musiktag Hannover), Rondeau 2009
- Actus tragicus – Kantaten und Motetten auf dem Weg zu Johann Sebastian Bach, Rondeau 2008
- Membra Jesu Nostri – Passions- und Trauermusiken von Dietrich Buxtehude, Rondeau 2008
- John Rutter: Magnificat | Bruder Heinrichs Weihnachten, Eine Fabel mit Musik – Nürnberger Symphoniker, Carmen Fuggiss, Arndt Schmöle, Leitung: Jörg Breiding, Rondeau 2007
- In Dulci Jubilo – aus der Archiv-Reihe des Knabenchor Hannover, Rondeau 2006
- Best of Klassik 2006 – CD der Preisträger des Echo Klassik 2006, Sony BMG 2006
- Missa solemnis (KV 139) „Waisenhausmesse“ – Archiv-Aufnahme, Wolfgang Amadeus Mozart, Sony BMG 2006
- Andreas Hammerschmidt: Verleih uns Frieden – Weltersteinspielung, ausgezeichnet mit dem Echo Klassik 2006, Rondeau 2005
- Jauchzet dem Herrn – Weihnachtliche Musik für Chor und Blechbläser – J. S. Bach / F. Mendelssohn Bartholdy / J. Gallus / G. Gabrielli / H. Schütz / J. Rutter / G. F. Händel / C. Borkowski / E. Humperdinck, Eigenproduktion 2004
- Messiah – Oratorium für Soli, Chor und Orchester HWV 56, Georg Friedrich Händel, Ars Musici 2003
- Zu Weihnachten in Deutschland – Mitschnitt der Konzerte in der Marktkirche vom 17. und 18. Dezember 2000, Alfred Koerppen, Ars Musici 2001
- Festmusiken für das kurfürstlich-sächsische Haus – Kantaten BWV 213 u. 214, Johann Sebastian Bach, Ars Musici 2000
- Musikalische Exequien, Heinrich Schütz, Ars Musici 2000
- Israel in Ägypten, Georg Friedrich Händel, Thorofon 1999
- Andreas Hammerschmidt: Geistliche Vokalmusik – Suiten, Ars Musici 1998
- Franz Schubert: Messe As-Dur, D 678 / Magnificat C-Dur, D 486, Ars Musici 1997
- Antonín Dvořák / Maurice Duruflé: Messe in D, op. 86 / Missa „Cum jubilo“ op. 11, Thorofon
- Die Zauberflöte, Wolfgang Amadeus Mozart, Archiv Produktion 1996
- Frisia Cantat – Volkslieder und Tänze, wie sie Niedersachsen kennt, Alfred Koerppen, Thorofon 1995
- Wachet auf, ruft uns die Stimme, Johann Sebastian und der Bückeburger Bach, Thorofon 1995
- Franz Liszt / Zoltán Kodály / Charles Marie Widor: Pange Lingua / Missa Choralis / Messe op. 36, Ars Musici 1995
- Maurice Duruflé / Louis Vierne: Requiem op. 9 / Messe Solennelle op. 16, Ars Musici 1994
- Europäische Weihnacht – Europäische Weihnachtslieder in Sätzen von Alfred Koerppen, Ars Musici 1993
- Orpheus mit der Töne Reine, Alfred Koerppen, Thorofon 1993
- Psalmensinfonie / Messe 1948 / Kantate Babel, Igor Strawinsky, Calig 1993
- Psalmen – Motetten – Konzerte, Heinrich Schütz, harmonia mundi 1992
- Das Kantatenwerk – Auszüge aus Kantaten mit dem Knabenchor Hannover, Johann Sebastian Bach, 1990
- Ostermesse / Totenmesse, Marc-Antoine Charpentier, Calig 1989
- Vom Himmel hoch – Weihnachtliche Kantaten und Motetten Norddeutscher Meister, harmonia mundi 1989
- Membra Jesu nostri, Dietrich Buxtehude, Erato 1988
- Kantaten, Dietrich Buxtehude, Erato 1988
- Opus ultimum (Der Schwanengesang), Heinrich Schütz, Virgin Edition 1985
- Motetten BWV 225 – 230, Johann Sebastian Bach, EMI 1985
- Geistliche Chormusik 1648, Heinrich Schütz, harmonia mundi 1984
- Stabat Mater, Giovanni Battista Pergolesi, harmonia mundi france 1983
- Volkslieder – Wach auf, meins Herzens Schöne, Alfred Koerppen, Ars Musici 1982
- Kleine geistliche Konzerte, Heinrich Schütz, harmonia mundi france 1982
- Missa solemnis K 139 (Waisenhausmesse), Wolfgang Amadeus Mozart, harmonia mundi 1981
- Sacrae Cantiones, Orlando di Lasso, Astrée 1980
- Motetten BWV 225-230, Johann Sebastian Bach, harmonia mundi 1980
- Das Deutsche Vaterunser – Kantate op. 55, Gustav Kneip, 1980
- Marienvesper 1610 (Vespro della Beata Vergine), Claudio Monteverdi, Ars Musici 1980
- Ertöne Leyer zur Festesfeier (Chorlieder), Joseph Haydn / Franz Schubert / Felix Mendelssohn Bartholdy, Leuenhagen und Paris 1979
- Moduli Quinis Vocibus 1571, Orlando di Lasso, Astrée 1979
- Messe in G-Dur, Franz Schubert, Leuenhagen und Paris 1977
- Ein Kind ist uns geboren, Benjamin Britten / Leonhard Schröter, Aulos 1975
- Jauchzet dem Herrn – Psalmen und geistliche Konzerte, Heinrich Schütz, Camerata 1973
- Virgilius – Der Magier von Rom – Große Zauberoper für Knabenchor, Alfred Koerppen, Radio Bremen 1973
- Concertino Vocale – Chormusik der Romantik (Schumann, Brahms, Schubert), europäische Volkslieder (Siegfried Strohbach), Thorofon 1972
- Chöre und Choräle aus dem Weihnachtsoratorium, Johann Sebastian Bach, Teldec 1971
- Chöre aus der Messe in h-Moll (BWV 232), Johann Sebastian Bach, Deutsche Grammophon-Gesellschaft 1967
- 1971–1990: Mitwirkung an der Gesamteinspielung sämtlicher kirchlicher Bachkantaten (Das Kantatenwerk) unter Gustav Leonhardt, Telefunken / Decca / Teldec

## Auszeichnungen
- 2023: 2. Preis beim Deutschen Chorwettbewerb für die Männerstimmen des Knabenchor Hannover[1]
- 2011: Supersonic Award
- 2010: ECHO Klassik
- 2006: ECHO Klassik
- Deutscher Schallplattenpreis
- Diapason d’or
- 1982: 1. Preis 1. Deutscher Chorwettbewerb
- Stadtplakette für Verdienste um die Landeshauptstadt Hannover
- 1978: Niedersachsenpreis für Kultur

## Knabenchor Hannover Chormagazin

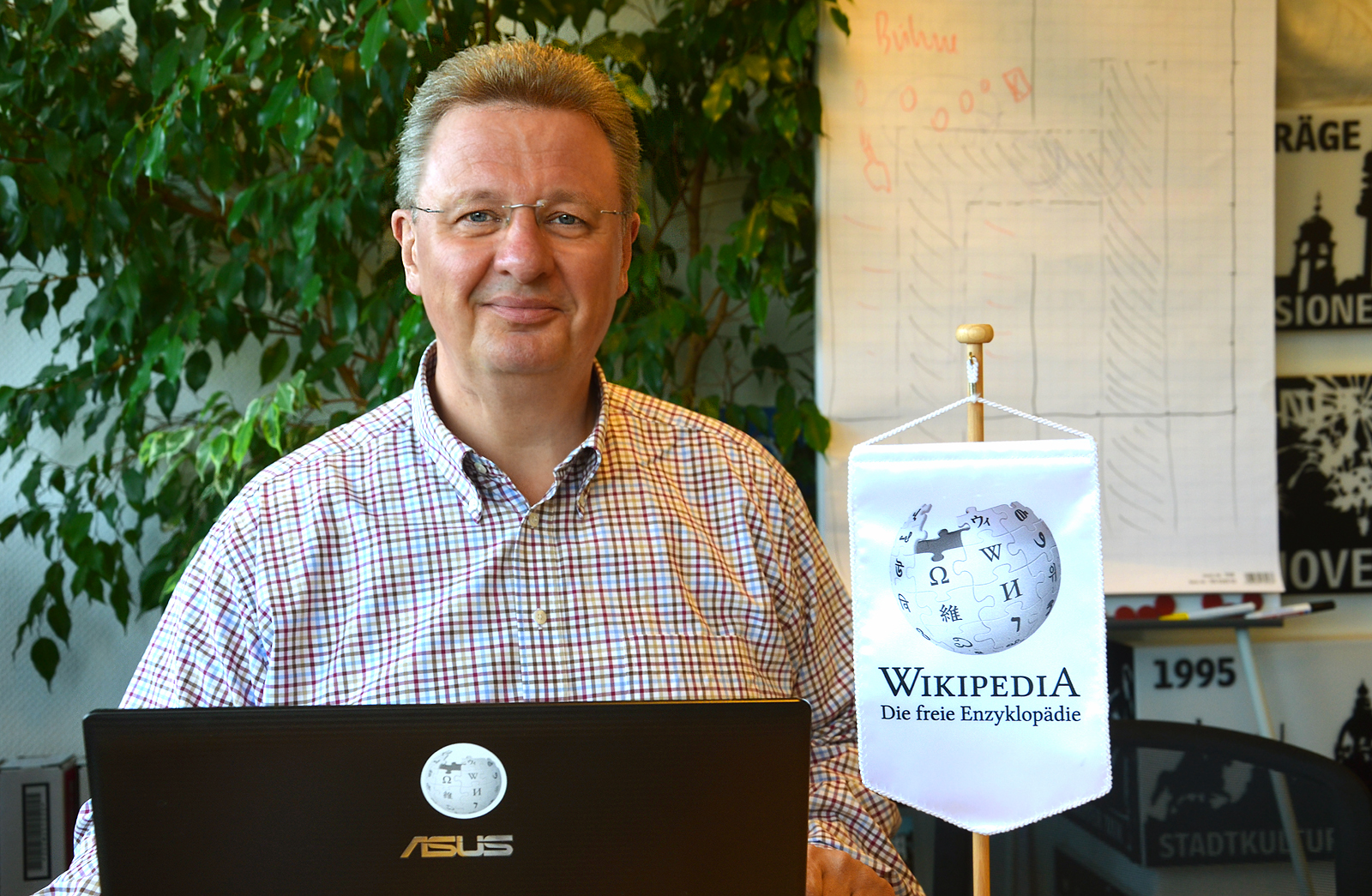
Thomas Thomson, Vorsitzender des Vereins Freundeskreis Knabenchor Hannover e. V.

2004 gab der seinerzeitige Verein Kreis der Freunde des Knabenchors Hannover e. V. zunächst halbjährlich, dann jährlich das Knabenchor Hannover Chormagazin heraus. Im Jubiläumsjahr 2015 erschien durch den heutigen Freundeskreis Knabenchor Hannover e. V. die 14. Ausgabe der Zeitschrift unter dem Initiator und verantwortlichen Projektleiter Thomas Thomson.

## Ehemalige Mitglieder
- Markus Becker
- Michael Becker
- Benjamin Bruns
- Roger Cericius
- Murat Dikenci
- Martin Dudeck
- Matthias Echternach
- Peter Frank
- Hans-Joachim Frey
- Sebastian Hennig
- Ulf Kenklies
- Sebastian Manz
- Andreas Mendel
- Ingo Metzmacher
- Norman Patzke
- Adrian Rovatkay
- Paul Leonard Schäffer
- Arndt Schmöle
- The Dark Tenor